# تاي باك
تاي باك (بالإنجليزية: Ty Pak)‏ (1938)؛ روائي أمريكي، مختص بالشؤون الأدبية الكورية والآسيوية بشكل عام.